# Mässa
Mässa is een plaats in de Estlandse gemeente Saaremaa, provincie Saaremaa. De plaats heeft de status van dorp (Estisch: küla) en telt 19 inwoners (2021).
Tot in oktober 2017 lag Mässa in de gemeente Torgu. In die maand ging Torgu op in de fusiegemeente Saaremaa.
Mässa ligt aan de oostkust van het schiereiland Sõrve, onderdeel van het eiland Saaremaa. Ten noorden van Mässa ligt het natuurreservaat Viieristi looduskaitseala (378 ha).

## Geschiedenis
Mässa werd in 1731 voor het eerst genoemd onder de naam Messa Pawel, een boerderij op het landgoed van Sääre.
In 1977 werd Mässa bij het buurdorp Kaavi gevoegd. In 1997 werd het weer een afzonderlijk dorp.

## Foto's

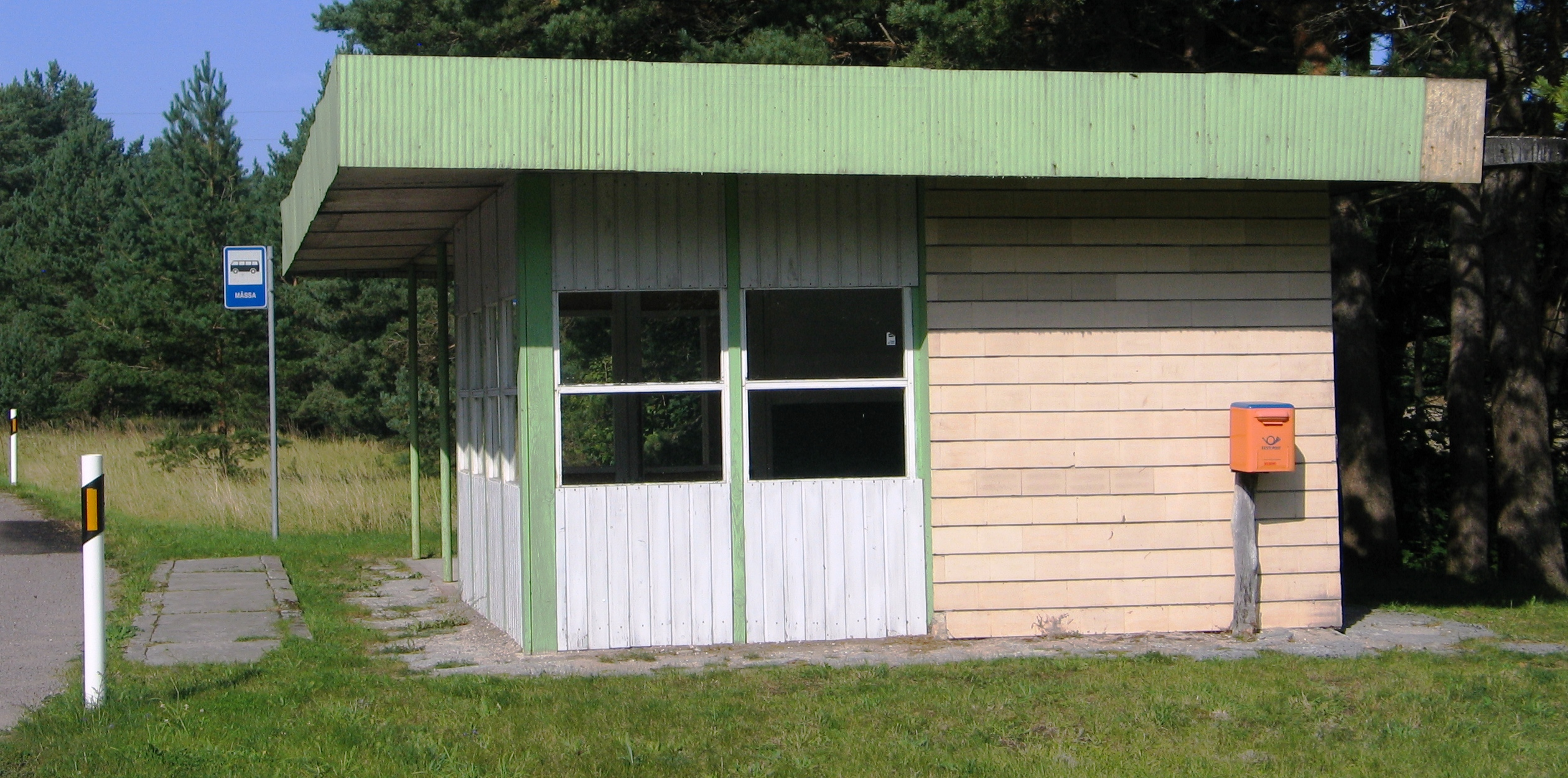
Bushokje in Mässa
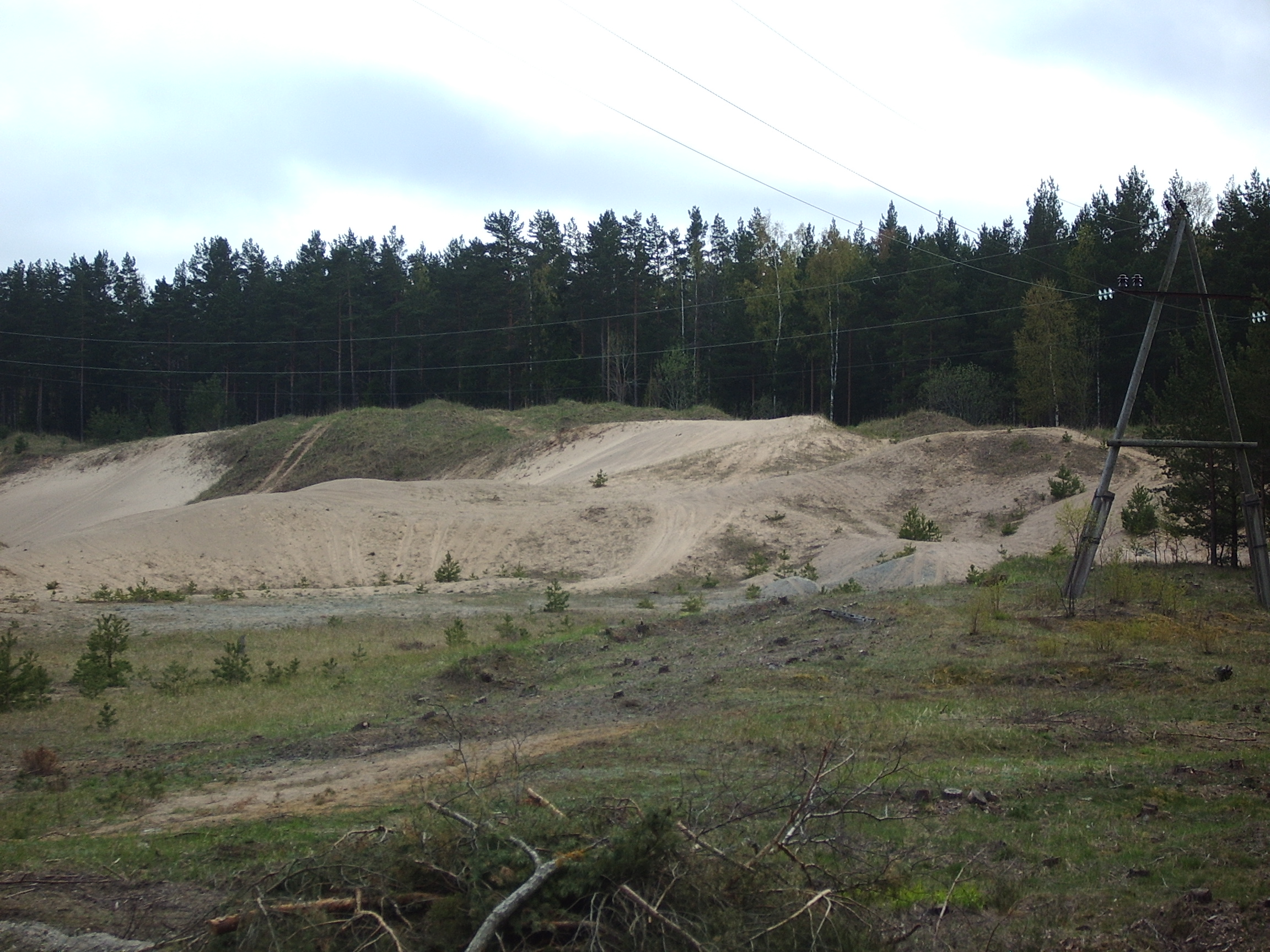
Voormalig zandwinningsgebied in het Viieristi looduskaitseala